# Charmant Garçon
Pour l’article ayant un titre homophone, voir Charmants Garçons.
Pour plus de détails, voir Fiche technique et Distribution.
Charmant Garçon est un film français réalisé par Patrick Chesnais et sorti en 2001.

## Synopsis
Octave et ses amis se promènent dans la nuit, entre les restaurants, les buvettes et les bars louches. Octave fait la connaissance d'Esther et en tombe amoureux.

## Fiche technique
- Réalisation : Patrick Chesnais
- Scénario : Patrick Chesnais, Caroline Cochaux, Philippe Madral, Jean-Louis Milesi
- Image : François Lartigue
- Musique : Olivier Bloch-Lainé, Dan Levy
- Montage : Sophie Imbert
- Durée : 90 minutes
- Date de sortie : 24 janvier 2001

## Distribution
- Patrick Chesnais : Octave
- Alexandra Vandernoot : Esther
- Jean-François Balmer : Hector
- Bernard Crombey : Achille
- Samuel Labarthe : Hippolyte
- Gérard Lartigau : Arnolphe, le ministre
- Kader Boukhanef : Dubois
- Mamadou Dioumé : Dandin
- Philippe Ambrosini : Junkie
- Micheline Presle : Bélise
- Émilie Chesnais

## Distinctions
Le film a été primé au Festival international des jeunes réalisateurs de Saint-Jean-de-Luz.